# Selidosema modestaria
Selidosema modestaria là một loài bướm đêm trong họ Geometridae.